# Традиція
Тради́ція (від лат. traditio — переказ, звичай) — це елементи культури, що передаються від покоління до покоління, зберігаються протягом тривалого часу та слугують регулятором суспільних стосунків. Традиції тією чи іншою мірою і в тих чи інших формах присутні в будь-якому суспільстві і практично в усіх сферах культури. Традицію можуть утілювати певні суспільні інституції, норми поведінки, цінності, ідеї, звичаї, обряди і т. д. Поняття стилю і традиції іноді вживаються щодо формально (зовнішньо) схожих феноменів.